# Los insólitos peces gato
Los insólitos peces gato è un film del 2013 diretto da Claudia Sainte-Luce.
Il film è stato presentato in anteprima il 10 agosto 2013 al Locarno Film Festival, dove ha vinto due Junior Jury Awards ed ha ottenuto una nomination per il Pardo d'oro. Nel Nordamerica è stato presentato in anteprima il 10 settembre 2013 al Toronto International Film Festival, dove ha vinto il FIPRESCI Discovery Prize.

## Accoglienza

### Botteghini
Girato con un budget stimato di 1.300.000 dollari, il film ne ha incassati in totale ai botteghini 308.349.

### Critica
Rotten Tomatoes ha assegnato al film un punteggio del 100% basato sulle recensioni di 8 critici. Metacritic ha dato al film un penteggio di 69 su 100, basandosi sulle recensionsi di 5 critici.

## Riconoscimenti
- 2013 - Locarno Film Festival
  - Junior Jury Award - Filmmakers of the Present Competition
  - Junior Jury Award - "Environment Is Quality of Life" Prize
  - Nomination Pardo d'oro
- 2013 - Baja International Film Festival
  - Miglior film
- 2013 - Gijón International Film Festival
  - Premio Speciale della Giuria al miglior film
  - Gran Premio delle Asturie al miglior film
- 2013 - Havana Film Festival
  - Grand Coral - Second Prize
- 2013 - Festival internazionale del cinema di Mar del Plata
  - Miglior film iberoamericano
- 2013 - 'Morelia International Film Festival
  - Nomination Audience Award al miglior film
  - Nomination Feature Film Competition Award
- 2013 - Tallinn Black Nights Film Festival
  - Nomination Best North American Independent Film
- 2013 - Toronto International Film Festival[1][5]
  - International Critics Award
- 2014 - Premio Ariel
  - Silver Ariel alla miglior attrice non protagonista a Lisa Owen
  - Nomination Miglior film
  - Nomination Silver Ariel alla miglior sceneggiatura originale
  - Nomination Silver Ariel alla miglior direzione artistica
  - Nomination Miglior attrice a Ximena Ayala
  - Nomination Silver Ariel al miglior regista
  - Nomination Silver Ariel alla miglior opera prima
- 2014 - Gran Fiesta De Cine Mexicano
  - Premio della Giuria alla miglior attrice a Ximena Ayala
- 2014 - Jerusalem Film Festival
  - Nomination FIPRESCI Prize for International First Film
- 2014 - Mexican Cinema Journalists
  - Miglior film
- 2014 - San Francisco International Film Festival
  - New Directors Prize - Special Jury Recognition
  - Nomination New Directors Prize
- 2014 - Santa Barbara International Film Festival
  - Nomination Nueva Vision Award